# 砂川伸幸
砂川 伸幸（いさがわ のぶゆき、1966年12月8日 - ）は、日本の経営学学者。京都大学大学院教授、日本経営財務研究学会会長、船井総研ホールディングス取締役。 博士（経営学）。兵庫県出身。

## 略歴
- 1985年：兵庫県立津名高等学校卒業
- 1989年：神戸大学経営学部卒業
- 1989年：新日本証券入社[1]
- 1995年　神戸大学大学院経営学研究科博士課程前期課程修了
- 1995年　神戸大学経営学部助手
- 1998年　神戸大学経営学部助教授[1]
- 2007年　神戸大学大学院経営学研究科教授[1]
- 2011年　TASAKI取締役[1]
- 2016年　京都大学経営管理大学院教授[2]、船井総研ホールディングス取締役[1]
- 2019年　日本経営財務研究学会会長[3]
- 2020年　インバウンドテック取締役[1]
- 2022年　京都大学理事補（広報担当理事）[4][5]

現在、日本証券アナリスト協会試験委員、日本ファイナンス学会理事、MBO等の第三者委員会委員を兼任。

## 著書
- 『日本企業のコーポレートファイナンス』（日本経済新聞出版社、2008年）
- 『現代の経営財務2：価値向上のための投資意思決定』（中央経済社、2009年）

- 『ゼミナール コーポレートファイナンス』(日本経済新聞出版社,2022年)